# Cantón de Roissy-en-Brie
El cantón de Roissy-en-Brie era una división administrativa francesa, que estaba situada en el departamento de Sena y Marne y la región de Isla de Francia.

## Composición
El cantón estaba formado por tres comunas:
- Ozoir-la-Ferrière
- Pontcarré
- Roissy-en-Brie

## Supresión del cantón de Roissy-en-Brie
En aplicación del Decreto n.º 2014-186 de 18 de febrero de 2014, el cantón de Roissy-en-Brie fue suprimido el 22 de marzo de 2015 y sus 3 comunas pasaron a formar parte; dos del nuevo cantón de Ozoir-la-Ferrière y una del nuevo cantón de Pontault-Combault.